# Senén Blanco
Senén Blanco Díez (Garrafe de Torío (León), 15 de enero de 1923 - León, 24 de marzo de 2011) fue un ciclista español, profesional entre 1947 y 1954. No consiguió grandes éxitos deportivos aunque pasará a la historia como el primer español que militó en un equipo extranjero, el Fiorelli en 1953.

## Palmarés
1945
- Vuelta a Salamanca

1948
- Vuelta a Salamanca

1951
- G. P. Ayuntamiento de Bilbao